# 오주은 (희극인)
오주은(1987년 9월 8일 ~ )는 대한민국의 희극 배우이자 뮤지컬 배우이다.

## 출연작

### 방송
- 개그야 (MBC)